# 翔山砖塔
翔山砖塔，又名翔山文峰塔，位于山西省临汾市翼城县东南15公里隆化镇高家洼村西南翔山山顶。
塔建于清顺治十四年（1657），光绪年间重修，“翔山晚照” 为翼城八景之一。1945年，曾用作日军炮楼。
这是一座圆形实心砖塔，高20米，五级密檐式。塔座石砌八角形。 
1987年8月20日，翔山砖塔公布为翼城县文物保护单位。